# Seriff
Seriff (även serif), klack eller schattering, är de tvärstreck som avslutar den bokstavsstapel som utgör en bokstav eller ett tecken i en teckenuppsättning. Typsnitt som innehåller dessa avslutande streck kallas seriffer, seriff-typnitt eller antikvor, medan sans-seriffer eller grotesker är de typsnitt som saknar dessa avslutande streck. Traditionellt används seriff-typsnitt huvudsakligen i brödtext (huvudtext).
Seriff-typsnitten delas in i fyra undergrupper (typkaraktärer): garalder (mediaeval, medievalantikva eller renässansantikva), övergångsform (real eller transantikva), egyptienne (mekaner) och didoner (nyantikva).

## Ursprung och användning
Serifferna har sitt ursprung i antikens Italien, då de ristade bokstäver i sten. En teori är att stenhuggarna skar då ut en extra bit vid avslutningen på längre bokstavsstreck för att hindra grus och smuts från att samlas i hörnorna av bokstäverna. En annan teori är att när texterna skrevs, anlitade man först en skrivare, innan man anlitade en stenhuggare. Skrivaren skrev texterna som skulle huggas in med en flytande färg. För att hindra färgen från att rinna, ritade han ett extra lodrätt streck underst. Det övre strecket lades till för symmetrins skull.
Bokstavsformerna levde kvar och utvecklades under medeltiden, ibland med seriffer, ibland utan. Det var då vi fick det gemena alfabetet. När boktryckarkonsten utvecklades under renässansen så gjorde man blytyper som fick samma form som de handtextade bokstäverna. Under renässansen återupplivade man många antika stilideal, bland annat bokstavsformerna. Genom att kombinera de medeltida gemena bokstäverna med antikens versaler så fick vi dagens dubbla alfabet. De antika versala bokstäverna hade seriffer och kombinerades med motsvarande gemena. Sedan dess har typsnitt med seriffer varit dominerande i böcker till i våra dagar.
Typsnitt med seriffer har traditionellt ansetts som mer lättlästa i långa texter jämfört med sans-serifer. Sans-serif-teckensnitt har traditionellt använts framför allt i kortare stycken, så som i rubriker, bildtexter och i tabeller. Vad som är lättläst beror mest på vad läsaren är van vid. Numera är det vanligare att läsa på skärm än i tryck och på skärm är sans-seriffer vanligast. Det gör att det är lika lättläst med sans-seriffer som typsnitt med seriffer idag.